# Agencia de corredores
Una agencia de corredores, firma de corredores, agencia de bolsa, o simplemente brokerage, es una institución financiera que facilita la compra y venta de valores financieros entre un comprador y un vendedor. Las agencia de corredores sirven a una clientela de inversores que comercian con las existencias públicas y otros valores, generalmente a través de agencias de corredores de bolsa. Un tradicional "servicio completo", de una agencia de corredores por lo general se compromete más que simplemente llevar una acción o bono de comercio. El personal de este tipo de firmas se le confía la responsabilidad de investigar los mercados para proporcionar recomendaciones apropiadas, y al hacerlo dirigen las acciones de los gestores de fondos de pensiones y gestores de cartera por igual. Estas empresas también ofrecen préstamos de margen para ciertos clientes aprobados para la compra de inversiones en crédito, sujeta a los términos y condiciones acordados. Las agencias de corredores tradicionales también se han convertido en una fuente de precios y cotizaciones actualizados de la bolsa.

## Descuento brokers
Un corredor de descuento o un corredor en línea es una agencia que cobra una comisión relativamente pequeña por tener a sus clientes realizando operaciones a través de sistemas automatizados de comercio, sistemas de comercio computarizados en lugar de tener a un corredor de bolsa real asistiendo con la transacción. La mayoría de las agencias de bolsa tradicionales ofrecen opciones de descuento y compiten en gran medida por el volumen de clientes debido a un cambio hacia este método de negociación.
Otras formas de reducir los costos de estos corredores es mediante la ejecución de órdenes unas pocas veces al día mediante la agregación de órdenes de un gran número de pequeños inversores en una o más bloque de operaciones que se hacen en ciertos momentos específicos durante el día. Ellos ayudan a reducir los costes de dos formas:
- Haciendo coincidir órdenes de compraventa dentro de la cartera de pedidos de la empresa, la cantidad total de acciones a ser objeto de comercio puede ser reducida, lo que reduce las comisiones a pagar a los demás por la agencia.
- El corredor puede dividir la oferta y demanda con el inversor a la coincidencia de las órdenes de compra y de venta - una situación de ganar-o-ganar en la mayoría de los casos.

Dado que se reúne el dinero de los inversores antes que las existencias se compran o venden, permite a los inversores contribuir con pequeñas cantidades de dinero en efectivo con el que las fracciones de acción de las reservas específicas se pueden comprar. Esto no suele ser posible con un agente de bolsa regular.

## Distribuidor
Muchos agentes de bolsa también sirven principalmente como distribuidor de partes de fondo mutuo. Estos agentes de bolsa pueden ser compensados de muchas maneras y, como todas las sociedades de valores, están sujetos al cumplimiento de los requisitos de la Comisión de Valores y una o más organizaciones de autorregulación, como la Autoridad Reguladora de la Industria Financiera (FINRA).  Las formas de compensación pueden ser cargas de ventas de inversores, o Regla 12b-1 comisiones o tarifas de servicio pagados por los fondos de inversión.

## Principales firmas de corredores
En 2013, Investors Business Daily and TechnoMetrica diseñaron una encuesta a 10.000 inversores para seleccionar los mejores cinco IBD Mejor Corredor En línea del año. La clasificación designa las siguientes empresas:
- Charles Schwab (NYSE: SCHW)
- Fidelity Investments (NYSE: FNF)
- TD Ameritrade (NYSE: AMTD)
- USAA Brokerage
- TradeStation
- Interactive Brokers (NYSE: IBKR)